# Olle Franzén (industriman)

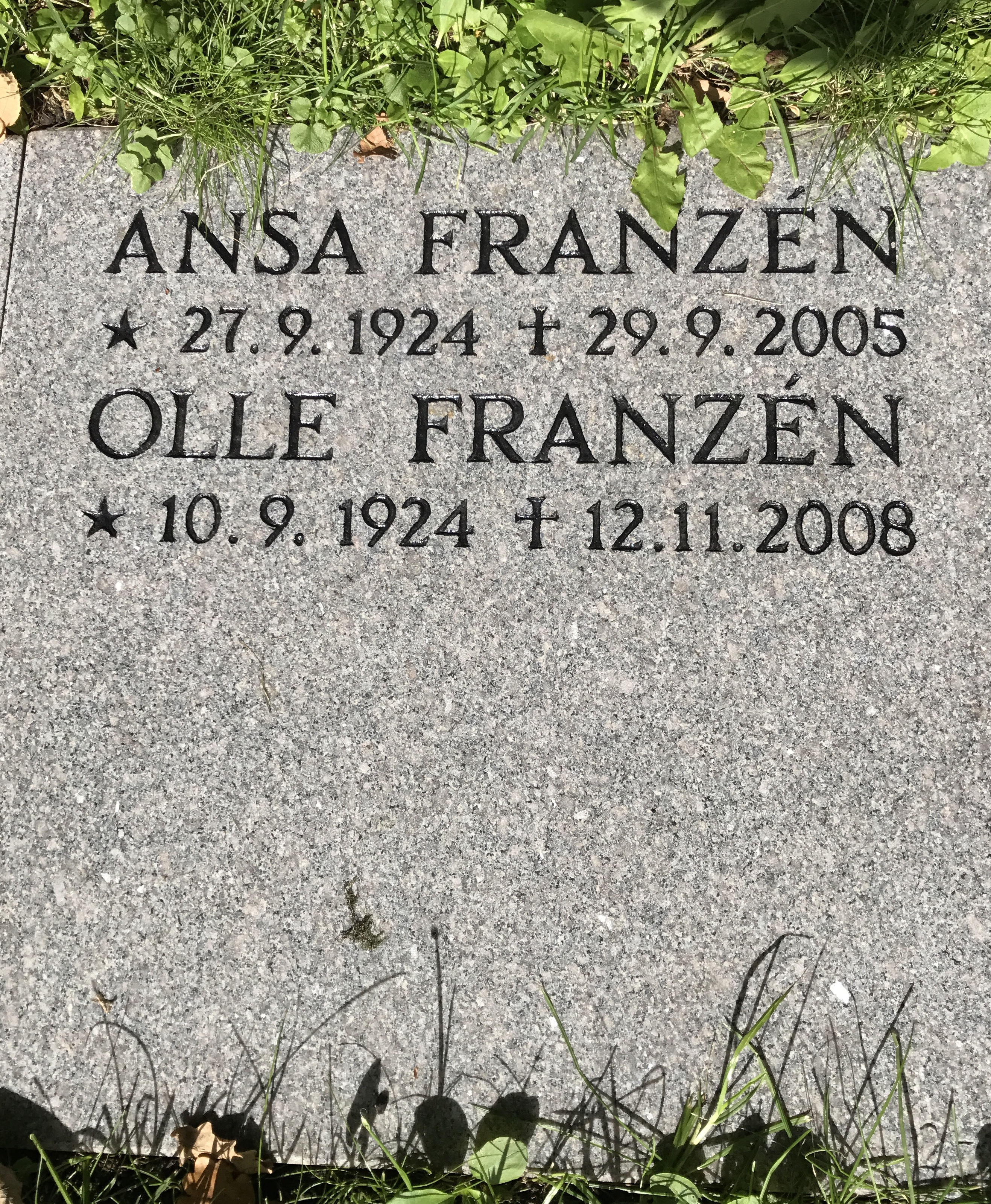
Gravplats Galärvarvskyrkogården

Lars Olof (Olle) Franzén, född den 10 september 1924 i Norrköpings Sankt Johannes församling i Östergötlands län, död den 12 november 2008 i Stockholm ,var en svensk ingenjör, verksam vid Svenska AB Philips 1950–1984.

## Biografi
Franzén tog studentexamen i Norrköping 1943, civilingenjörsexamen vid Institutionen för elektroteknik på Kungliga Tekniska Högskolan (KTH) i Stockholm 1947 och teknologie licentiat-examen där 1950.
Efter att ha arbetat för Telegrafverket ett par år anställdes han 1950 på Svenska AB Philips, där han blev kvar ända till sin pensionering 1984. Han erhöll utbildning vid Philips TV-laboratorier i Nederländerna och sändes av Philips att fortsätta sina TV-studier vid Columbia University i New York. Han var en pionjär inom TV-mediet och sände tillsammans med vännerna Hans Werthén och Björn Nilsson provprogram i TV från KTH innan Sveriges Radio inledde sina sändningar 1956. Åren 1956–1961 var han kommersiell direktör för radio och TV och 1961–1984 verkställande direktör och koncernchef för Svenska AB Philips. Under Franzéns tid vid Philips samlokaliserades den professionella elektroniken till Philips Elektronikindustrier AB i Järfälla, där en väsentlig del utgjordes av försvarselektroniken. Svenska AB Philips var en mycket viktig leverantör till svenska Försvarsmakten, särskilt marinen. Under hans 23-åriga chefskap utvecklades Svenska AB Philips till ett företag med fler än 4 000 anställda. Kompetensen och entreprenörskapet i den svenska koncernen utvecklades och det ledde till att flera av Philips satsningar på nya produkter kom att förläggas till Sverige.
Från 1984 var han styrelseordförande i Philips Norden AB och var därtill styrelseordförande i The Svedberg-laboratoriet 1986–1991. Han var en sann försvarsvän och var ordförande i Allmänna försvarsföreningen 1986–1992. Jakt och segling var stora fritidsintressen för honom och tillsammans med sin besättning på Swan 43:an S/Y White Lady togs flera topp-placeringar i Gotland runt med bland annat seger 1975. Olle Franzén var ordförande i Kungliga Svenska Segelsällskapet 1975–1982.
Olle Franzén invaldes 1972 som hedersledamot av Kungliga Örlogsmannasällskapet, 1973 som ledamot av Kungliga Ingenjörsvetenskapsakademien och 1975 som ledamot av Kungliga Krigsvetenskapsakademien.